# Camp de concentration de Breitenau
Pour les articles homonymes, voir Breitenau.
Le camp de concentration de Breitenau était pendant les années 1930 un des premiers camps de concentration. Il était implanté dans l'l'abbaye située à Breitenau (de), une partie de le village de Guxhagen, à environ 15 km au sud de Cassel. Il est devenu ensuite un « camp d'éducation par le travail ».
L'histoire du camp de Breitenau sous le Troisième Reich se déroule en deux étapes : en 1933 et 1934 d'une part et de 1940 jusqu'à la fin de la guerre en 1945.

## Source
- (de) Cet article est partiellement ou en totalité issu de l’article de Wikipédia en allemand intitulé « KZ Breitenau » (voir la liste des auteurs).